# 贝图
贝图（法語：Bétous）是法国热尔省的一个市镇，属于孔东区（Condom）诺加罗县（Nogaro）。该市镇总面积5.13平方公里，2009年时的人口为95人。

## 人口
贝图人口变化图示